# Yann Brenier
Pour les articles homonymes, voir Brenier.
Yann Brenier (né le 1er janvier 1957 à Saint-Chamond) est un mathématicien français.

## Carrière
Yann Brenier a obtenu son doctorat à l'Université Paris IX - Dauphine en 1985 sous la direction de Guy Chavent.
Il est directeur de recherches CNRS au Centre de mathématiques Laurent-Schwartz de l'École polytechnique depuis 2012, après l'avoir été au laboratoire Dieudonné à l'université Nice Sophia Antipolis de 2000 à 2012.
Ses travaux portent notamment sur la théorie du transport.

## Prix et distinctions
- Membre junior de l'Institut Universitaire de France (1996-2000)[2]
- Conférencier invité au congrès international des mathématiciens 2002, Pékin
- Invited plenary lecture at ICIAM 2003, Sydney
- Prix Petit d'Ormoy, Carrière, Thébault de l'Académie des Sciences (2005)
- Prix des annales de l’IHP, avec Lucilla Corrias (1999)

## Publications
- (fr) [html] Yann Brenier, « La brouette de Monge ou le transport optimal », Interstices, 2007.